# Mira bifasciata
Mira bifasciata är en stekelart som beskrevs av Xu 2000. Mira bifasciata ingår i släktet Mira och familjen sköldlussteklar. Inga underarter finns listade i Catalogue of Life.